# 국도 제16호선 (모로코)

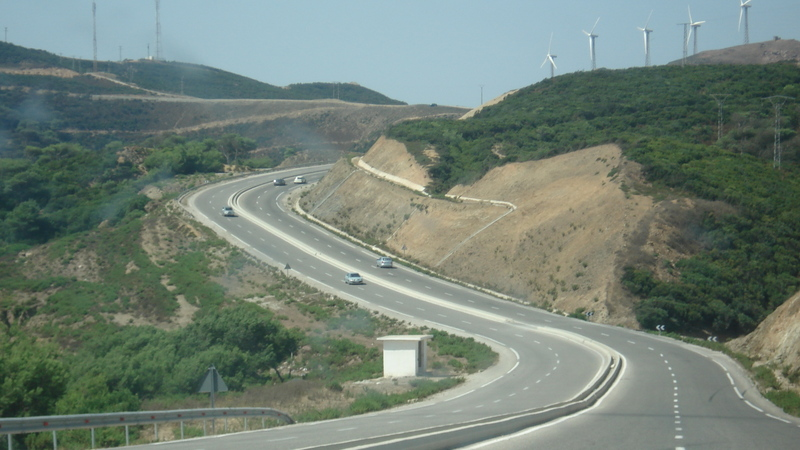
프니데크 인근 (2009년 촬영)

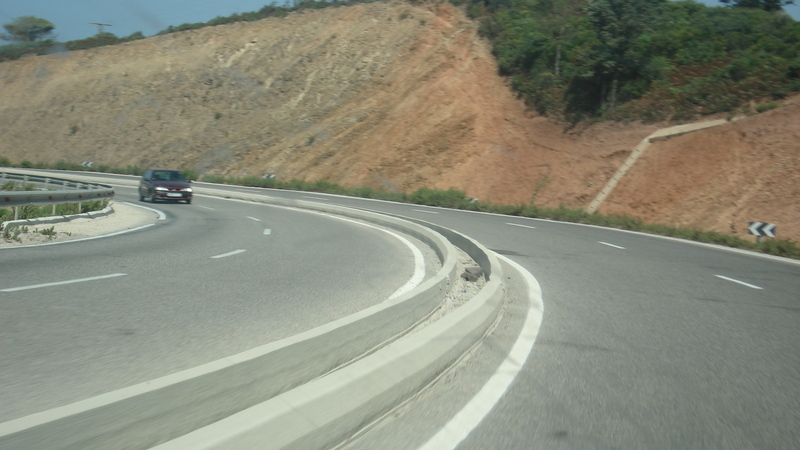
해당 도로에 중앙분리대가 설치되어 있는 특이 사항을 가짐.

국도 제16호선(프랑스어: Route nationale 16, N16)은 탕헤르에서 사이디아까지 이어주는 총 연장 507 km의 일반 국도이다. 그러나 이 도로가 모로코의 북부 연안을 종단하게 되어 있는 특이한 도로망이기도 하다. 다만 지나가고 있는 주요 도시는 테투안과 같은 도시들이 이 도로를 통과하고 있다.